# 3 Corvi
3 Corvi là một ngôi sao đơn lẻ  trong chòm sao Ô Nha phía nam, nằm ở vị trí cách Mặt trời 192 năm ánh sáng. Nó có thể nhìn thấy bằng mắt thường dưới dạng một ngôi sao mờ nhạt, có màu trắng với cường độ biểu kiến là 5,45. Vật thể này đang di chuyển xa hơn khỏi Trái đất với vận tốc hướng tâm là +14 km/s.
Đây là sao dãy chính loại A  thuộc phân loại sao A1 V. Nó có khối lượng gấp 2,14 lần Mặt trời và 1,87 lần bán kính Mặt trời. Ngôi sao ở khoảng 900 triệu năm tuổi với tốc độ quay cao, vận tốc quay dự kiến là 130 km/s. Nó đang tỏa ra độ sáng gấp mười lần Mặt trời từ quang quyển của nó ở nhiệt độ hiệu dụng là 9,671 K. Đã phát hiện thấy dư hồng ngoại, cho thấy rằng một đĩa vụn có nhiệt độ 150 K đang quay quanh 147 từ ngôi sao chủ.